# Константиновка (Татарстан)
Константиновка (тат. Константиновка) — деревня в Азнакаевском районе Республики Татарстан России. Входит в состав Вахитовского сельского поселения.

## История
Основана в первой половине 1920-х годов в Байрякинской волости Бугульминского кантона Татарской АССР. Название произошло от антропонима «Константин». С 10 августа 1930 года — в Тумутукском районе, с 30 октября 1931 года — в Азнакаевском, с 10 февраля 1935 года — в Ютазинском районе. 
В 1948 году — в Чеканском сельсовете. Вахитовский сельсовет образовался в 1959 году. 
С 1 февраля 1963 года — в Бугульминском районе, с 12 января 1965 года — вновь в Азнакаевском районе.

## География
Деревня расположена в юго-восточной части Татарстана, на реке Ик, невдалеке от границы с Бакалинским районом Башкортостана, на расстоянии примерно 41 километров по автодорогам к востоку от города Азнакаево, административного центра района, и в 14 км по автодорогам к востоку от центра поселения, посёлка Победа.
Абсолютная высота — 90 метров над уровнем моря.

### Часовой пояс
Деревня Константиновка, как и весь Татарстан, находится в часовой зоне МСК (московское время). Смещение применяемого времени относительно UTC составляет +3:00.

## Население
По переписи 2010 года в деревне проживало 15 человек (10 мужчин, 5 женщин).
| 1926 | 1938 | 1949 | 1958 | 1970 | 1979 | 1989 | 2002 | 2010 |
| ---- | ---- | ---- | ---- | ---- | ---- | ---- | ---- | ---- |
| 167  | 157  | 134  | 67   | 52   | 37   | 10   | 8    | 15   |

Национальный состав
Согласно результатам переписи 2002 года, в национальной структуре населения русские составляли 87 %.

## Инфраструктура и улицы
В деревне единственная улица — Центральная. Имеются крестьянское (фермерское) хозяйство и кладбище.